# روز كارون
روز كارون (بالفرنسية: Rose Caron)‏ مغنية اوبرا سوبرانو فرنسية (ولدت يوم 17 نوفمبر من العام 1857 في مونرفيل) ودرست في المعهد الموسيقي في باريس، وتزوجت السياسي الفرنسي جورج كليمنصو .